# Meesia longiseta x triquetra
Meesia longiseta x triquetra là một loài Rêu trong họ Meesiaceae. Loài này được Lindb. & Arnell mô tả khoa học đầu tiên năm 1890.

## Hình ảnh

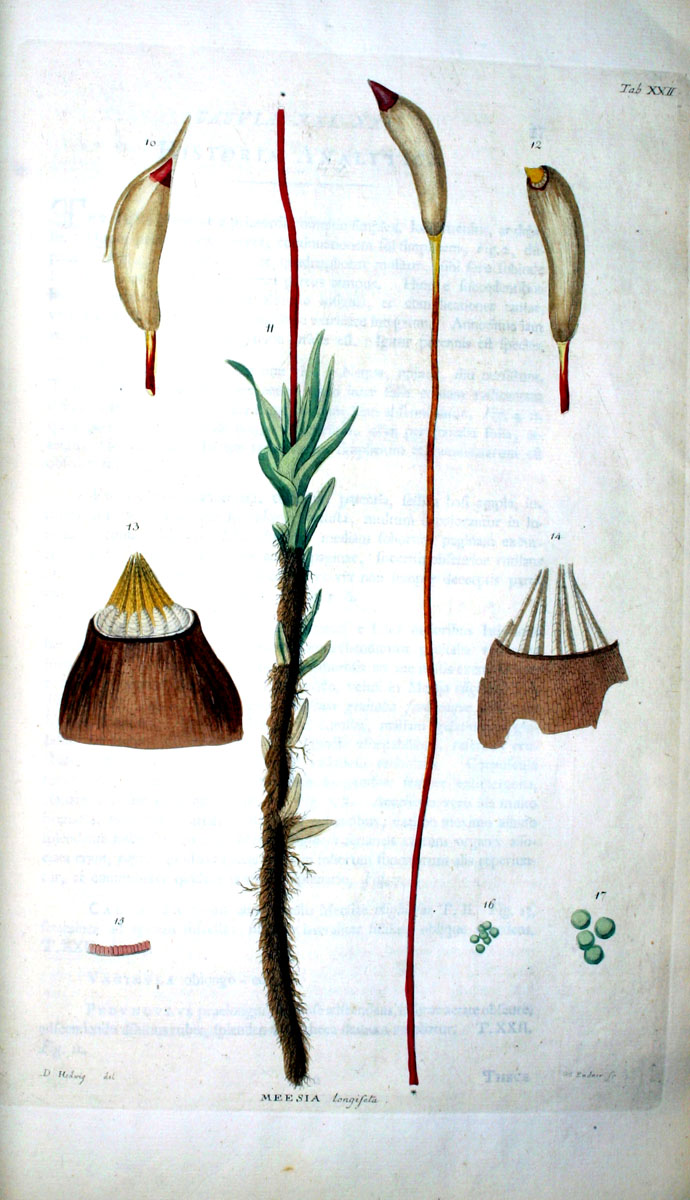